# Brent Faiyaz/Diskografie
Diese Diskografie ist eine Übersicht über die musikalischen Werke des US-amerikanischen R&B-Sängers Brent Faiyaz. Den Schallplattenauszeichnungen zufolge hat er bisher mehr als 40 Millionen Tonträger verkauft, davon alleine in seiner Heimat über 36 Millionen. Seine erfolgreichste Veröffentlichung ist die Single Crew mit über acht Millionen verkauften Einheiten.

## Alben

### Studioalben
| Jahr | Titel Musiklabel         | Höchstplatzierung, Gesamtwochen, AuszeichnungChartplatzierungen (Jahr, Titel, Musiklabel, Platzierungen, Wochen, Auszeichnungen, Anmerkungen) | Höchstplatzierung, Gesamtwochen, AuszeichnungChartplatzierungen (Jahr, Titel, Musiklabel, Platzierungen, Wochen, Auszeichnungen, Anmerkungen) | Höchstplatzierung, Gesamtwochen, AuszeichnungChartplatzierungen (Jahr, Titel, Musiklabel, Platzierungen, Wochen, Auszeichnungen, Anmerkungen) | Höchstplatzierung, Gesamtwochen, AuszeichnungChartplatzierungen (Jahr, Titel, Musiklabel, Platzierungen, Wochen, Auszeichnungen, Anmerkungen) | Höchstplatzierung, Gesamtwochen, AuszeichnungChartplatzierungen (Jahr, Titel, Musiklabel, Platzierungen, Wochen, Auszeichnungen, Anmerkungen) | Anmerkungen                                      |
| Jahr | Titel Musiklabel         | AT | CH | UK | US | R&B | Anmerkungen                                      |
| ---- | ------------------------ | --- | --- | --- | --- | --- | ------------------------------------------------ |
| 2017 | Into Selbstverlag        | — | — | — | — | — | Erstveröffentlichung: 27. Januar 2017 als Sonder |
| 2017 | Sonder Son Lost Kids     | — | — | — | US— GoldUS | — | Erstveröffentlichung: 13. Oktober 2017           |
| 2020 | Fuck the World Lost Kids | — | — | UK70 Silber · (1 Wo.)UK | US20 Platin · (34 Wo.)US | R&B12 (2 Wo.)R&B | Erstveröffentlichung: 7. Februar 2020            |
| 2022 | Wasteland Lost Kids      | AT45 (1 Wo.)AT | CH17 (1 Wo.)CH | UK6 Gold · (4 Wo.)UK | US2 Platin · (97 Wo.)US | R&B1 (… Wo.)R&B | Erstveröffentlichung: 8. Juli 2022               |

### Mixtapes
| Jahr | Titel Musiklabel               | Höchstplatzierung, Gesamtwochen, AuszeichnungChartplatzierungen (Jahr, Titel, Musiklabel, Platzierungen, Wochen, Auszeichnungen, Anmerkungen) | Höchstplatzierung, Gesamtwochen, AuszeichnungChartplatzierungen (Jahr, Titel, Musiklabel, Platzierungen, Wochen, Auszeichnungen, Anmerkungen) | Höchstplatzierung, Gesamtwochen, AuszeichnungChartplatzierungen (Jahr, Titel, Musiklabel, Platzierungen, Wochen, Auszeichnungen, Anmerkungen) | Höchstplatzierung, Gesamtwochen, AuszeichnungChartplatzierungen (Jahr, Titel, Musiklabel, Platzierungen, Wochen, Auszeichnungen, Anmerkungen) | Höchstplatzierung, Gesamtwochen, AuszeichnungChartplatzierungen (Jahr, Titel, Musiklabel, Platzierungen, Wochen, Auszeichnungen, Anmerkungen) | Anmerkungen                            |
| Jahr | Titel Musiklabel               | AT | CH | UK | US | R&B | Anmerkungen                            |
| ---- | ------------------------------ | --- | --- | --- | --- | --- | -------------------------------------- |
| 2023 | Larger than Life ISO Supremacy | — | CH16 (2 Wo.)CH | UK25 (2 Wo.)UK | US11 Gold · (41 Wo.)US | R&B4 (4 Wo.)R&B | Erstveröffentlichung: 27. Oktober 2023 |

### EPs
- 2016: A. M. Paradox
- 2018: Lost

## Singles

### Als Leadmusiker
| Jahr | Titel Album                                      | Höchstplatzierung, Gesamtwochen, AuszeichnungChartplatzierungen (Jahr, Titel, Album, Platzierungen, Wochen, Auszeichnungen, Anmerkungen) | Höchstplatzierung, Gesamtwochen, AuszeichnungChartplatzierungen (Jahr, Titel, Album, Platzierungen, Wochen, Auszeichnungen, Anmerkungen) | Höchstplatzierung, Gesamtwochen, AuszeichnungChartplatzierungen (Jahr, Titel, Album, Platzierungen, Wochen, Auszeichnungen, Anmerkungen) | Anmerkungen                                                                |
| Jahr | Titel Album                                      | UK | US | R&B | Anmerkungen                                                                |
| --- | ------------------------------------------------ | --- | --- | --- | -------------------------------------------------------------------------- |
| 2015 | Allure –                                         | — | — | — | Erstveröffentlichung: 20. Januar 2015                                      |
| 2015 | DSN –                                            | — | — | — | Erstveröffentlichung: 21. Juli 2015                                        |
| 2015 | Running on E. –                                  | — | — | — | Erstveröffentlichung: 15. November 2015                                    |
| 2016 | Invite Me A. M. Paradox                          | — | — | — | Erstveröffentlichung: 1. Juni 2016                                         |
| 2016 | Poison A. M. Paradox                             | UK— SilberUK | — | — | Erstveröffentlichung: 3. August 2016                                       |
| 2017 | Natural Release –                                | — | — | — | Erstveröffentlichung: 17. Februar 2017                                     |
| 2018 | Make Luv –                                       | — | — | — | Erstveröffentlichung: 9. Februar 2018                                      |
| 2019 | Fuck the World (Summer in London) Fuck the World | UK— SilberUK | US— ×2DoppelplatinUS | — | Erstveröffentlichung: 19. Juli 2019                                        |
| 2019 | Rehab (Winter in Paris) Fuck the World           | UK— SilberUK | US— ×2DoppelplatinUS | — | Erstveröffentlichung: 20. September 2019                                   |
| 2020 | Dead Man Walking Wasteland                       | UK85 Gold · (3 Wo.)UK | US— ×3DreifachplatinUS | R&B43 (1 Wo.)R&B | Erstveröffentlichung: 18. September 2020                                   |
| 2021 | Gravity Wasteland                                | UK60 Silber · (1 Wo.)UK | US71 ×2Doppelplatin · (2 Wo.)US | R&B19 (8 Wo.)R&B | Erstveröffentlichung: 29. Januar 2021 mit DJ Dahi feat. Tyler, the Creator |
| 2021 | Wasting Time Wasteland                           | UK34 (2 Wo.)UK | US49 Platin · (3 Wo.)US | R&B18 (8 Wo.)R&B | Erstveröffentlichung: 1. Juli 2021 feat. Drake & The Neptunes              |
| 2021 | Mercedes –                                       | — | US98 Gold · (1 Wo.)US | R&B32 (1 Wo.)R&B | Erstveröffentlichung: 3. Dezember 2021                                     |
| 2022 | Price of Fame Wasteland                          | — | US67 Gold · (1 Wo.)US | R&B18 (2 Wo.)R&B | Erstveröffentlichung: 24. Juni 2022                                        |
| 2023 | Fell In Love –                                   | — | — | R&B33 (3 Wo.)R&B | Erstveröffentlichung: 5. Mai 2023 mit Marshmello                           |
| 2023 | Moment of Your Life Larger than Life             | — | US— GoldUS | R&B36 (2 Wo.)R&B | Erstveröffentlichung: 23. August 2023 feat. Coco Jones                     |
| 2023 | WY@ Larger than Life                             | — | US— GoldUS | — | Erstveröffentlichung: 19. September 2023                                   |
| Folgende Lieder erschienen nicht als Single, wurden aber durch das Album zum Download und Streaming bereitgestellt und konnten somit eine Platzierung erlangen: |                                                  | | | |                                                                            |
| |                                                  | | | |                                                                            |
| 2020 | Trust Lost                                       | UK98 Platin · (1 Wo.)UK | US— ×3DreifachplatinUS | — |                                                                            |
| 2022 | Loose Change Wasteland                           | UK72 (1 Wo.)UK | US52 Gold · (1 Wo.)US | R&B13 (2 Wo.)R&B | Charteinstieg: 21. Juli 2022                                               |
| 2022 | All Mine Wasteland                               | UK96 Silber · (1 Wo.)UK | US42 ×3Dreifachplatin · (20 Wo.)US | R&B10 (20 Wo.)R&B | Charteinstieg: 21. Juli 2022                                               |
| 2022 | Rolling Stone Wasteland                          | — | US84 Platin · (1 Wo.)US | R&B23 (1 Wo.)R&B | Charteinstieg: 23. Juli 2022                                               |
| 2022 | Ghetto Gatsby Wasteland                          | — | US91 (1 Wo.)US | R&B25 (1 Wo.)R&B | Charteinstieg: 23. Juli 2022 feat. Alicia Keys                             |
| 2022 | Heal Your Heart (Interlude) Wasteland            | — | US93 (1 Wo.)US | R&B26 (1 Wo.)R&B | Charteinstieg: 23. Juli 2022                                               |
| 2022 | FYTB Wasteland                                   | — | US97 (1 Wo.)US | R&B28 (1 Wo.)R&B | Charteinstieg: 23. Juli 2022 feat. Joony                                   |
| 2022 | Addictions Wasteland                             | — | US— GoldUS | R&B31 (1 Wo.)R&B | Charteinstieg: 23. Juli 2022 mit Tre’ Amani                                |
| 2022 | Villain’s Theme Wasteland                        | — | — | R&B34 (1 Wo.)R&B | Charteinstieg: 23. Juli 2022                                               |
| 2022 | Jackie Brown Wasteland                           | UK96 Silber · (1 Wo.)UK | US— PlatinUS | R&B34 (11 Wo.)R&B | Charteinstieg: 23. Juli 2022                                               |
| 2022 | Role Model Wasteland                             | — | US— GoldUS | R&B40 (1 Wo.)R&B | Charteinstieg: 23. Juli 2022                                               |
| 2022 | Bad Luck Wasteland                               | — | — | R&B42 (1 Wo.)R&B | Charteinstieg: 23. Juli 2022                                               |
| 2024 | Best Time Larger than Life                       | UK89 Silber · (1 Wo.)UK | US— PlatinUS | — | Charteinstieg: 31. Oktober 2024 Verkäufe: + 1.210.000                      |

### Als Gastmusiker
| Jahr | Titel Album                                                   | Höchstplatzierung, Gesamtwochen, AuszeichnungChartplatzierungen (Jahr, Titel, Album, Platzierungen, Wochen, Auszeichnungen, Anmerkungen) | Höchstplatzierung, Gesamtwochen, AuszeichnungChartplatzierungen (Jahr, Titel, Album, Platzierungen, Wochen, Auszeichnungen, Anmerkungen) | Höchstplatzierung, Gesamtwochen, AuszeichnungChartplatzierungen (Jahr, Titel, Album, Platzierungen, Wochen, Auszeichnungen, Anmerkungen) | Anmerkungen                                                                               |
| Jahr | Titel Album                                                   | UK | US | R&B | Anmerkungen                                                                               |
| --- | ------------------------------------------------------------- | --- | --- | --- | ----------------------------------------------------------------------------------------- |
| 2016 | Crew At What Cost                                             | — | US45 ×8Achtfachplatin · (21 Wo.)US | R&B15 (25 Wo.)R&B | Erstveröffentlichung: 16. Dezember 2016 GoldLink feat. Brent Faiyaz & Shy Glizzy          |
| 2017 | Language –                                                    | UK— SilberUK | US— PlatinUS | — | Erstveröffentlichung: 12. Mai 2017 Paperboy Fabe feat. Brent Faiyaz                       |
| 2021 | Found If Orange Was a Place                                   | — | — | — | Erstveröffentlichung: 9. September 2021 Tems feat. Brent Faiyaz                           |
| 2024 | Piece of My Heart Morayo                                      | UK61 (1 Wo.)UK | — | — | Erstveröffentlichung: 18. Oktober 2024 Wizkid feat. Brent Faiyaz                          |
| 2024 | For Me Nardy World                                            | — | US78 Gold · (1 Wo.)US | — | Erstveröffentlichung: 8. November 2024 Verkäufe: + 500.000; Loe Shimmy feat. Brent Faiyaz |
| Folgende Lieder erschienen nicht als Single, wurden aber durch das Album zum Download und Streaming bereitgestellt und konnten somit eine Platzierung erlangen: |                                                               | | | |                                                                                           |
| |                                                               | | | |                                                                                           |
| 2021 | Sweet / I Thought You Wanted to Dance Call Me If You Get Lost | — | US60 Platin · (1 Wo.)US | R&B27 (1 Wo.)R&B | Charteinstieg: 10. Juli 2021 Tyler, the Creator feat. Brent Faiyaz & Fana Hues            |
| 2024 | Should’ve Wore a Bonnet American Dream                        | — | US40 Gold · (4 Wo.)US | R&B18 (7 Wo.)R&B | Charteinstieg: 27. Januar 2024 21 Savage feat. Brent Faiyaz                               |

## Statistik

### Chartauswertung
|                     | AT    | CH    | UK    | US    | R&B     |
| ------------------- | ----- | ----- | ----- | ----- | ------- |
| Nummer-eins-Alben   | AT—AT | CH—CH | UK—UK | US—US | R&B1R&B |
| Top-10-Alben        | AT—AT | CH—CH | UK1UK | US1US | R&B2R&B |
| Alben in den Charts | AT1AT | CH2CH | UK3UK | US3US | R&B3R&B |

|                       | AT    | CH    | UK    | US     | R&B      |
| --------------------- | ----- | ----- | ----- | ------ | -------- |
| Nummer-eins-Singles   | AT—AT | CH—CH | UK—UK | US—US  | R&B—R&B  |
| Top-10-Singles        | AT—AT | CH—CH | UK—UK | US—US  | R&B1R&B  |
| Singles in den Charts | AT—AT | CH—CH | UK9UK | US14US | R&B21R&B |

### Auszeichnungen für Musikverkäufe
| Silberne Schallplatte - Vereinigtes Königreich - 2024: für das Lied Been Away - 2024: für das Lied Dreams, Fairytales, Fantasies - 2025: für das Lied Sweet / I Thought You Wanted to Dance Goldene Schallplatte - Dänemark - 2024: für das Album Fuck the World - 2025: für das Lied Clouded - 2025: für das Lied Trust - 2025: für das Album Wasteland - Griechenland - 2024: für das Lied Best Time - Kanada - 2023: für die Single Found - Neuseeland - 2022: für die Single Gravity - 2023: für das Lied Sweet / I Thought You Wanted to Dance - 2024: für das Album Larger than Life - 2024: für das Album Lost - Vereinigte Staaten - 2024: für das Lied Upset - 2025: für das Lied Forever Yours - 2025: für das Lied Outside All Night - 2025: für das Lied Let Me Know - 2025: für das Lied Stay Down | Platin-Schallplatte - Neuseeland - 2024: für das Album Wasteland - 2025: für das Album Fuck the World - Vereinigte Staaten - 2023: für das Lied Gang over Luv - 2024: für das Lied Been Away - 2025: für das Lied Talk 2 U 3× Platin-Schallplatte - Neuseeland - 2023: für die Single Crew 4× Platin-Schallplatte - Vereinigte Staaten - 2025: für das Lied Clouded |

Anmerkung: Auszeichnungen in Ländern aus den Charttabellen bzw. Chartboxen sind in ebendiesen zu finden.
| Land/RegionAuszeichnungen für Musikverkäufe (Land/Region, Auszeichnungen, Verkäufe, Quellen) | Silber       | Gold       | Platin       | Verkäufe   | Quellen              |
| -------------------------------------------------------------------------------------------- | ------------ | ---------- | ------------ | ---------- | -------------------- |
| Dänemark (IFPI)                                                                              | —            | 4× Gold4   | —            | 110.000    | ifpi.dk              |
| Griechenland (IFPI)                                                                          | —            | Gold1      | —            | 10.000     | Einzelnachweise      |
| Kanada (MC)                                                                                  | —            | Gold1      | —            | 40.000     | musiccanada.com      |
| Neuseeland (RMNZ)                                                                            | —            | 4× Gold4   | 5× Platin5   | 165.000    | radioscope.co.nz NZ2 |
| Vereinigte Staaten (RIAA)                                                                    | —            | 16× Gold16 | 38× Platin38 | 36.000.000 | riaa.com             |
| Vereinigtes Königreich (BPI)                                                                 | 12× Silber12 | 3× Gold3   | Platin1      | 3.760.000  | bpi.co.uk            |
| Insgesamt                                                                                    | 12× Silber12 | 29× Gold29 | 44× Platin44 |            |                      |